# Acaci i 10.000 màrtirs de l'Ararat
Els Deu mil màrtirs del Mont Ararat foren, segons una llegenda medieval, un grup de soldats romans que, comandats per Acaci, es convertiren al cristianisme i moriren màrtirs, crucificats al Mont Ararat. Són venerats com a sants per diverses confessions cristianes.

## Llegenda i martiri
Els deu mil màrtirs són esmentats dos cops al Martirologi romà el 18 de març i el 22 de juny. El nombre de deu mil ja es troba en un antic martirologi grec, que diu que foren morts durant la persecució de Dioclecià el 303. També l'esmenten altres autors antics com Eusebi de Cesarea i Lactanci.
Es difongué, però, la llegenda de la crucifixió massiva a partir d'un original grec traduït per l'antipapa Anastasi III el Bibliotecari, a mitjan segle ix. No té fonament històric, i potser es basa en el martiri d'alguns soldats romans que la tradició va multiplicar fins a arribar als deu mil, de manera similar a la de la Legió Tebana o les Onze mil verges.
Segons la llegenda, els emperadors Hadrià (117-138) i Antoni Pius (138-161) marxaven al davant de l'exèrcit per lluitar contra els gadarens revoltats a la regió de l'Eufrates. Com que els enemics eren més nombrosos, els emperadors es retiraren, però hi restaren nou mil soldats que, encoratjats per l'aparició d'un àngel que els prometé la victòria, atacaren l'enemic, que fugí.
Els nou mil soldats i el seu centurió Acaci, guiats per l'àngel, anaren fins al mont Ararat, on estigueren pregant durant un mes, menjant manà que queia del cel. L'emperador, per celebrar la victòria, volgué que tots ho agraïssin fent sacrificis als déus. Com que els nou mil soldats de l'Ararat no volgueren fer-ho, Hadrià hi envià set reis pagans perquè els convencessin i els fessin abjurar.
En no voler fer-ho, foren fuetejats i coronats d'espines i, finalment, lapidats. Les pedres, però, tornaven enrere a les mans que les havien llençat: davant d'aquest prodigi, mil soldats més s'uniren als altres nou mil i es feren cristians. Hadrià, enutjat, ordenà que els deu mil fossin crucificats o empalats a la mateixa muntanya.

## Veneració
El culte als deu mil màrtirs fou ignorat durant molt de temps, i no tornen a ésser citats fins al 1371, pel bisbe Petrus de Natalibus. No apareixen al Menaion grec, ni als santorals coptes o armenis. Papebroeck en considera les actes com a apòcrifes. El culte es difongué per l'Església Catòlica a Dinamarca, Suècia, Polònia, França, Espanya i Portugal. N'hi ha relíquies en diversos llocs, com la catedral de Praga, de Viena, Sicília, de Conca, etc.

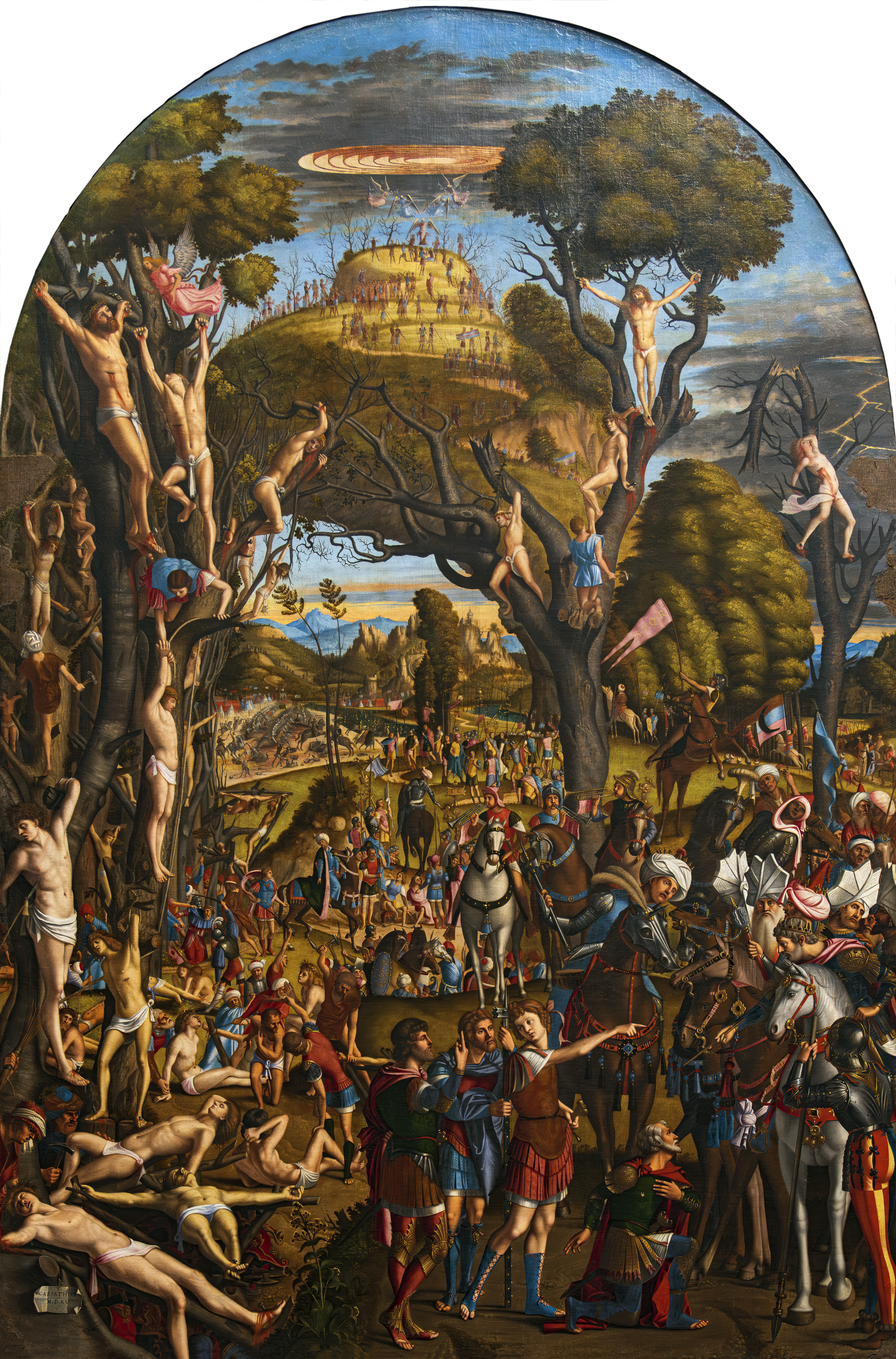
Martiri dels Deu Mil, pintura de V. Carpaccio, 1515 (Venècia, Galleria della Academia)
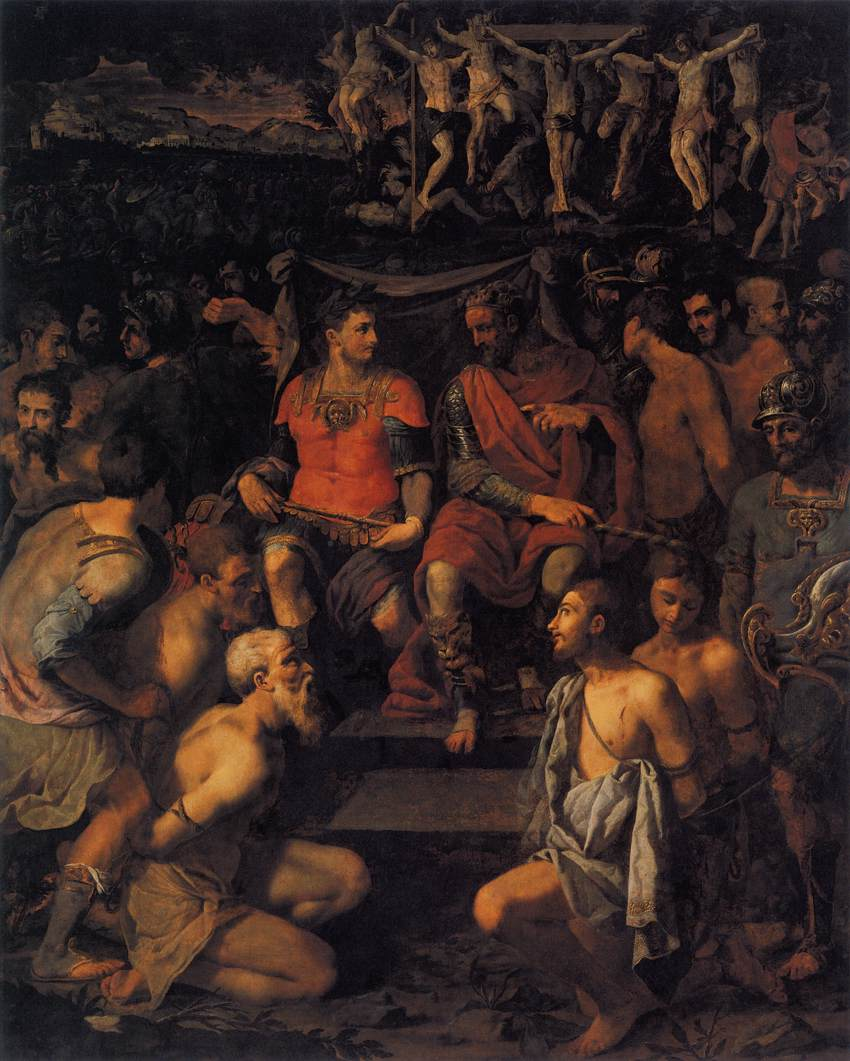
Michele di Ridolfo del Ghirlandaio, Martiri dels deu mil', 1550 ca. (Florència, Museo di San Salvi).
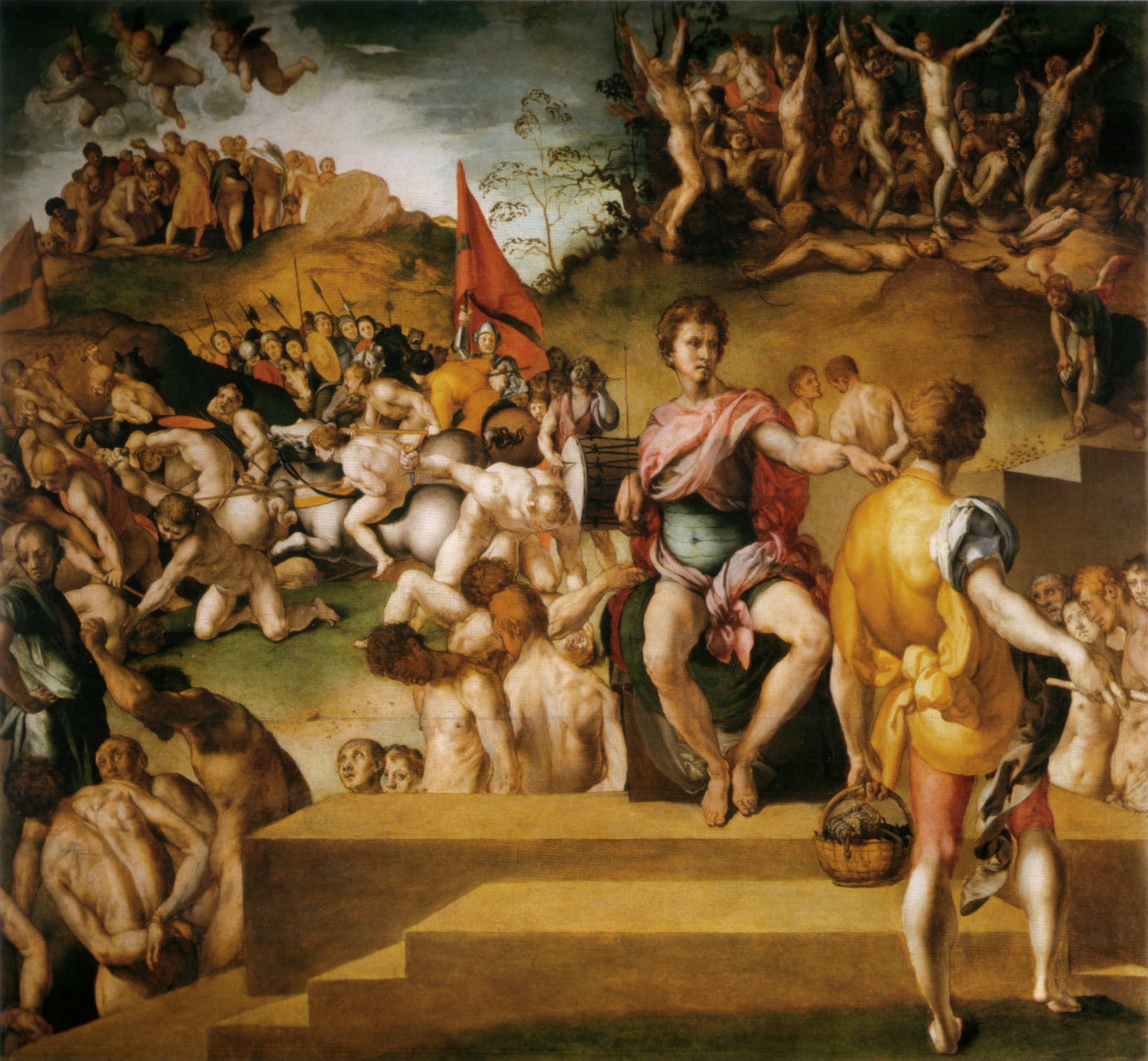
Jacopo Pontormo, Martiri dels deu mil, 1529-1530 (Florència, Galleria degli Uffizi).
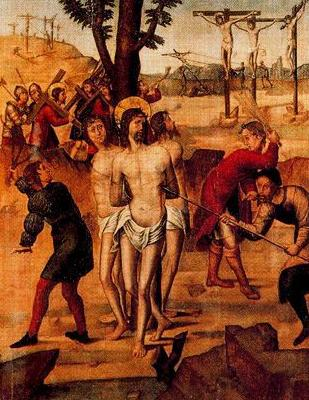
Anònim de Toledo, Martiri dels deu mil, s.XVI (Madrid, Museo del Prado).